# 妙法寺 (葛飾区)
妙法寺（みょうほうじ）は、東京都葛飾区にある日蓮宗の寺院。

## 概要
天正年間（1573年～1592年）、日安によって開山された。ただし貞和5年（1350年）の板碑があることから、天正以前から寺が存在していた可能性もある。
その後、荒れ果てたが、1659年（万治2年）に日恕によって中興した。
境内には、かつて「妙見堂」が存在し、妙見菩薩が安置されていた。妙見堂が腐朽したため、現在は本堂に移している。

## 交通アクセス
- 小岩駅より徒歩18分（経路案内）。